# Franco Causio
Franco Causio (Lecce, 1 de febrero de 1949) es un exfutbolista italiano que jugaba preferentemente de extremo derecho y, en menor medida, de centrocampista. Se lo considera uno de los mejores extremos de la historia del fútbol italiano y fue titular en la Juventus de Turín durante toda la década de 1970. Era un jugador «inteligente» y convertía goles con frecuencia. Fabrizio Bocca y Maurizio Crosetti destacaron, en diferentes artículos de La Repubblica, su regate, que le valió el apodo Brasil, ya que esta habilidad era más común en jugadores sudamericanos. También se lo conoce como il Barone —en español: el Barón—, sobrenombre dado por el periodista Fulvio Cinti porque «[Causio] tenía estilo, dentro y fuera del campo».
Se formó en la cantera del Lecce, donde realizó su debut profesional en la temporada 1964-65 en Serie C, la tercera división del fútbol italiano. Tres partidos bastaron para que captase la atención de clubes de mayor jerarquía y, mientras jugaba en el Sambenedettese, hizo pruebas en diversos equipos. Una de esas demostraciones lo llevó a la Juventus, club en el que solamente disputó un encuentro en dos años. Se lo cedió al Reggina y al Palermo, donde por primera vez tuvo continuidad en Serie A. En 1970 regresó al equipo turinés, y en los siguientes once años fue titular y obtuvo ocho títulos. En 1981 prescindieron de sus servicios para darle espacio a jugadores más jóvenes, por lo que Causio decidió fichar por el Udinese, donde en su primera campaña ganó el Guerin d'Oro. Después de eso, siguió su carrera en primera división en los clubes Internazionale y Lecce y se retiró en el Triestina, en 1988, a los treinta y siete años.
Fue internacional con la selección italiana en sesenta y tres ocasiones y anotó seis goles. Fue uno de los mejores jugadores de la Copa Mundial de Fútbol de 1978, donde quedaron cuartos. Además de esta, Causio disputó la edición de 1974 y ganó la de 1982. Luego de retirarse, trabajó en varios clubes de su país ocupando diversos cargos, como ojeador, director deportivo o vicepresidente.

## Trayectoria

### Clubes

#### Cesiones en clubes del sur

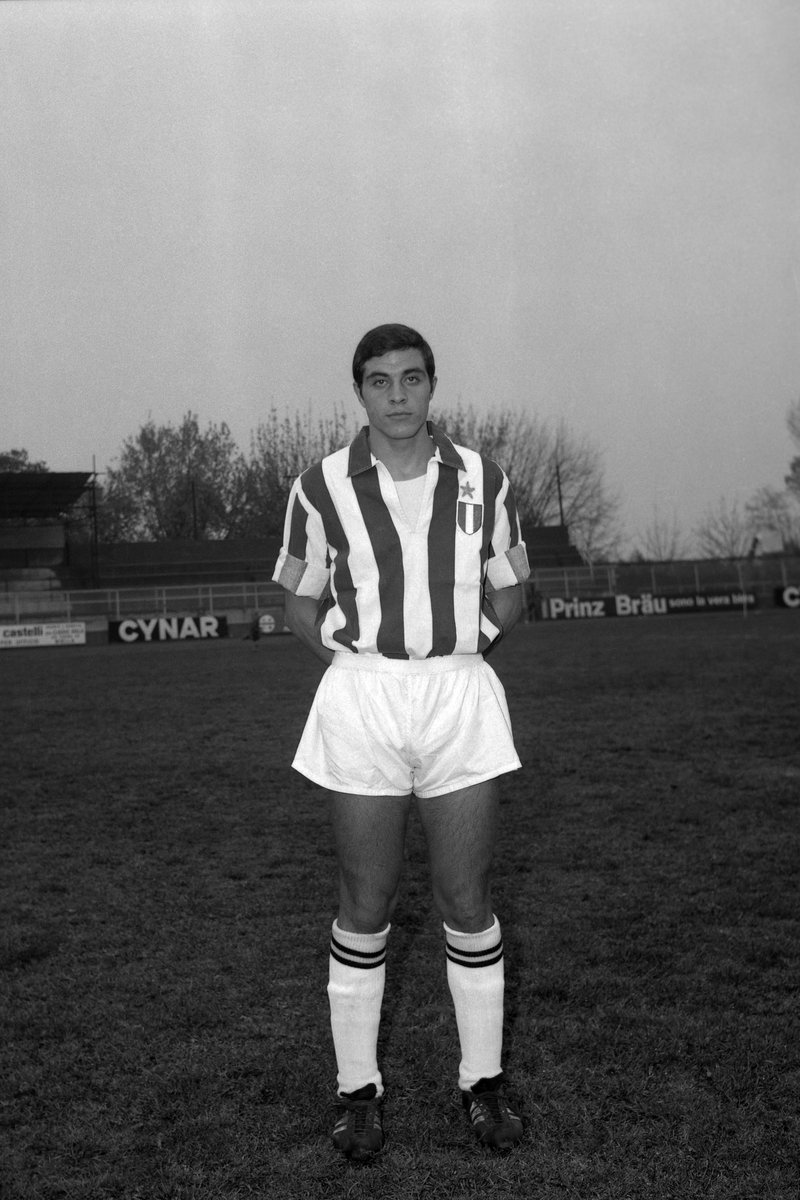
Causio durante la temporada 1967-68

A los diez años, Franco Causio se unió al Nucleo Addestramento Giovani Calciatori (NAGC) y, después, continuó su formación en las divisiones inferiores del Lecce, donde Attilio Adamo, a quien considera su «gran maestro», notó sus capacidades. Comenzó su carrera a los dieciséis años en dicho club, que en ese entonces, en la temporada 1964-65, jugaba en Serie C —que en el fútbol italiano corresponde a tercera división—. Esto se produjo a causa de una huelga por parte de los futbolistas profesionales, quienes, al no haber recibido sus sueldos, no se presentaron a los últimos tres partidos de liga. Por ello, se recurrió a juveniles, entre los que estaba Causio, que era extremo y disputó todos los encuentros. Uno de estos fue contra el Sambenedettese, cuyo cuerpo técnico, al verlo jugar, decidió ficharlo por 20 000 000 ITL. Allí, bajo la tutela del entrenador Alberto Eliani, no consiguió la titularidad debido a su corta edad. Elaini hizo que Causio se probara en clubes de Serie A como Mantova, Torino y Juventus para intentar venderlo. En Sambenedettese, el futbolista disputó trece encuentros de Serie C.
Durante quince días, realizó pruebas para el Torino, dirigido por Nereo Rocco y cuyo equipo juvenil estaba comandado por Enzo Bearzot, posterior seleccionador italiano. Este último quedó convencido con el rendimiento de Causio, pero Rocco consideró que le faltaba físico. Luego de eso, viajó a Forlì para un partido de demostración en la Juventus que presenció el ojeador Luciano Moggi y en donde, en quince minutos, anotó varios goles y consiguió que lo fichasen. Por un año y medio jugó en el equipo juvenil, hasta que Heriberto Herrera, quien consideraba que «tenía excelentes cualidades pero le faltaba agresividad», lo hizo debutar como profesional en un encuentro contra el Mantova el 21 de enero de 1968. Bruno Bernardi escribió, en su crónica para La Stampa, que Causio tuvo un «inicio brillante. Dictó el juego en el centro del campo con tanta facilidad que parecía un veterano de Serie A. Controló el balón con elegancia y tranquilidad e hizo pases precisos». No obstante, su rendimiento bajó con el correr de los minutos, por lo que el entrenador lo colocó de extremo para poner a Giovanni Sacco en el centro del campo, lo que terminó desanimando a Causio.
Las siguientes dos temporadas lo cedieron a clubes de Serie B para que ganase experiencia. Estuvo cerca de rechazar irse al primero de estos, el Reggina, porque la oferta del presidente Oreste Granillo le pareció demasiado baja, pero firmó con ellos luego de la intervención del entrenador Armando Segato. Su debut ocurrió el 8 de septiembre de 1968 frente al Perugia, en una victoria por 1-0 por Copa Italia. El equipo llegó a la última jornada con posibilidades de ascender a Serie A y goleó por 3-0 al Cesena, con un tanto de Causio, aunque quedó a tres puntos del tercero, el Bari. El futbolista disputó, en total, treinta y dos partidos y marcó cinco goles. Durante esta época, realizó el servicio militar en Roma. El siguiente club al que llegó a préstamo fue el Palermo, donde con el entrenador Carmelo Di Bella pasó de ser un jugador individualista a uno participativo en el juego, según explicó el propio futbolista. Disputó su primer encuentro en Serie A el 14 de septiembre de 1969, en una derrota por 4-1 contra la Juventus. El 11 de enero de 1970, en el segundo partido en que el Palermo se enfrentó la Juventus, tuvo un buen desempeño y el entonces directivo Giampiero Boniperti le dijo que iban a contar con él cuando regresase al club. El futbolista jugó veinticinco encuentros y anotó tres goles y el Palermo, por su parte, acabó descendiendo y no pudo ejercer su opción de compra.

En el sur, Causio recibió un baño de humildad; tuvo que transpirar y eso le vino bien. Hoy en día, además de consistente, es la mayor realidad del fútbol italiano.
Franco Costa, periodista de La Stampa, sobre el paso del jugador por el Reggina y el Palermo. 28 de julio de 1971.

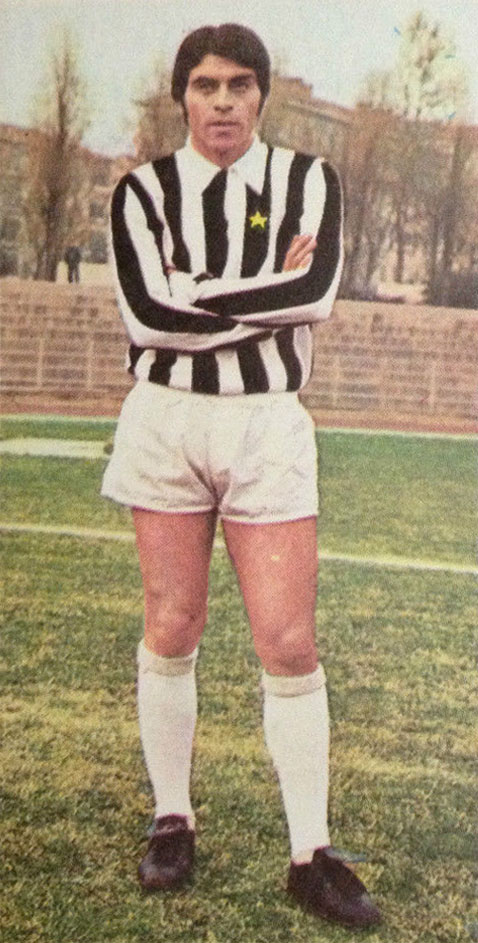
Causio durante la temporada 1970-71, en la que se hizo con la titularidad en la Juventus

Regresó a la Juventus para disputar la temporada 1970-71, si bien en un principio se rumoreó sobre una salida a la Lazio, ya que Armando Picchi prefería que jugasen Helmut Haller y Fabio Capello. Su primer partido en su segunda etapa fue ante el Milan el 25 de octubre de 1970, donde ingresó en el segundo tiempo en lugar de Gianluigi Roveta. En ese momento, Picchi le dijo: «Entra, maestro. Nunca más saldrás del campo de juego» y, ciertamente, Causio gozó de muchos minutos durante esa campaña. Su primer gol, el único del encuentro, se lo anotó al Pécsi Mecsek el 13 de diciembre en la ida de octavos de final de Copa de Ferias, mientras que su debut goleador en Serie A se produjo dos semanas más tarde contra el Vicenza, en un triunfo por 2-1. Para el partido frente a la Lazio el 3 de enero de 1971 el entrenador decidió, «en un acto de valentía», alinear a Causio por sobre Gianpietro Marchetti, lo que le resultó, dado que el jugador dio una buena actuación. Dos semanas más tarde, le marcó de penal a la Fiorentina en una victoria por 3-1 y, en la siguiente jornada, hizo uno y participó en otro de los cinco tantos que la Juventus le propinó al Catania. En el encuentro posterior, sin embargo, se fue expulsado, al igual que su entrenador, en una derrota ante el Bologna, tras una disputa con el defensor Tazio Roversi en el minuto 74.
Luego de marcarle al Napoli en una goleada por 4-1, recibió elogios por parte del entrenador rival Giuseppe Chiappella, quien dijo que, a diferencia de en la primera parte del campeonato, «la Juventus tiene más confianza. Se ha transformado. Ese chico, el centrocampista, los impulsa hacia adelante. Es muy buen jugador». El 22 de marzo, en un derbi de Turín que terminó 3-3, asistió a Fabio Capello y participó en la jugada en un gol de Roberto Bettega, y el 4 de abril le convirtió un tanto al Varese en un empate 2-2. Posteriormente, en la vigésimo séptima fecha de Serie A, hizo un gol en un empate contra la Lazio cuando, tras un pase de Pietro Anastasi, eludió al guardameta Rosario Di Vincenzo y definió a portería vacía. El 16 de mayo, Causio cerró su temporada en liga en un encuentro frente el Foggia donde, junto con Capello y Giuseppe Furino, dominó el centro del campo y tuvo una buena actuación. El club no ganó la liga y llegó a la final de la Copa de Ferias, competición en la que el futbolista destacó, de acuerdo a lo que opinó Beppe Bracco en La Stampa. En la final de ese torneo internacional, sin embargo, perdieron con el Leeds United y él estuvo impreciso y realizó regates ineficaces. A finales de temporada, se disputó el Trofeo Nazionale di Lega Armando Picchi en memoria del fallecido entrenador, y Causio solo jugó el primer partido, en el que su equipo cayó frente al Internazionale por 3-1, porque en los siguientes enfrentamientos Čestmír Vycpálek prefirió darle oportunidades a juveniles.

#### Consagración en la Juventus
Causio hizo su debut en la temporada 1971-72 marcándole al Bari en la primera jornada de Copa Italia, en un empate a uno. Su siguiente aportación goleadora llegó en la ida de primera ronda de Copa de la UEFA frente al Marsa, en una victoria por 6-0 en la que además dio una asistencia a Helmut Haller, mientras que en la vuelta la Juventus también ganó holgadamente pero Causio fue expulsado. El 19 de septiembre, tuvo un buen rendimiento y anotó el tercero de los cuatro tantos que su club le hizo al Taranto en la fase de grupos de copa nacional. A pesar de estos registros, sus primeros partidos en liga fueron malos —el periodista Fulvio Cinti hizo mención a una «crisis»—, ya que no él sabía si podría mantener el nivel mostrado en la última etapa de la anterior temporada. No obstante, elevó su rendimiento en el encuentro contra el Milan, en el que estuvo «excelente» y convirtió un gol, y ante la Roma donde, de acuerdo con la prensa, fue el mejor del partido y dio una asistencia. El 8 de diciembre, le marcó de penal al Rapid Viena en octavos de final de Copa de la UEFA, y a los cuatro días anotó, de falta directa, en la victoria por 1-0 frente al Varese, aunque falló un penal y desperdició muchas jugadas de ataque.

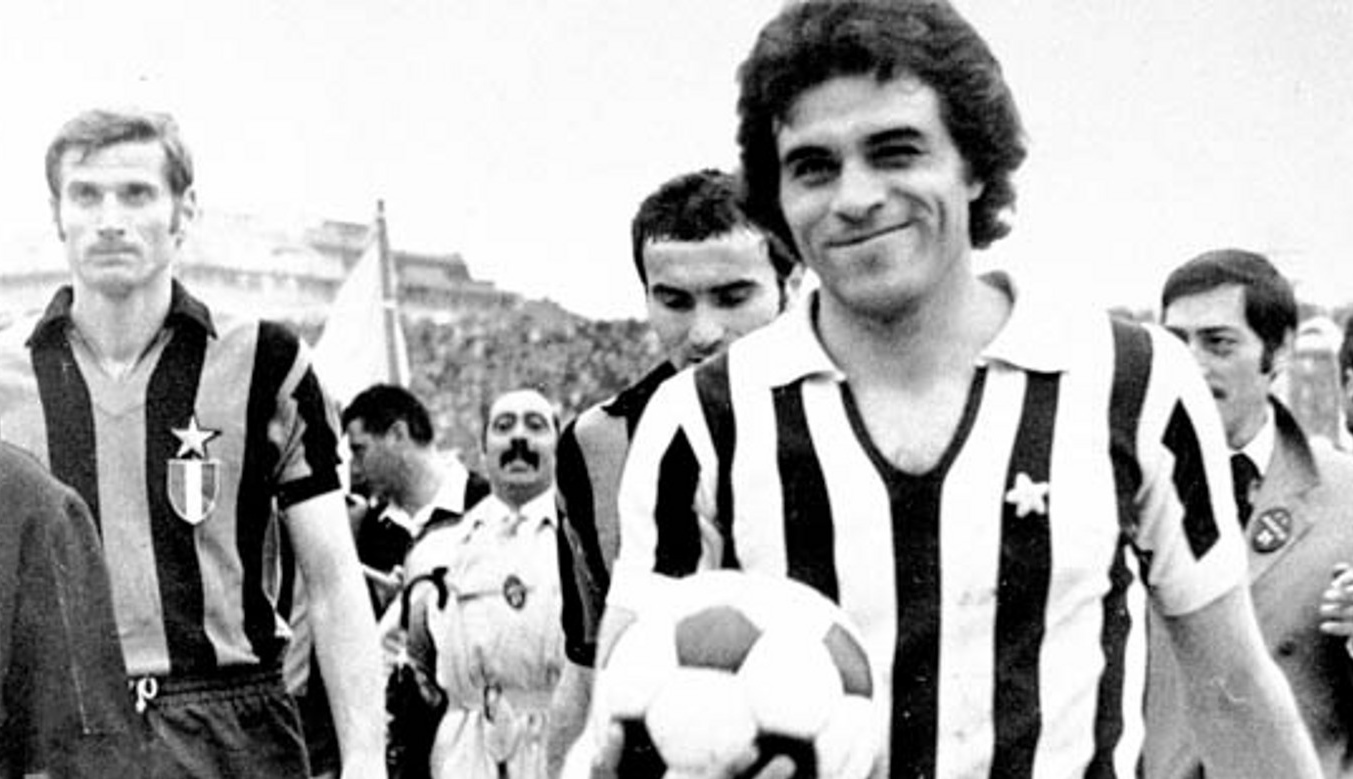
Causio, balón en mano, en el final de un partido de liga que se jugó el 23 de abril de 1972 y en el que le anotó tres goles al Internazionale. Detrás de él, Mario Giubertoni y, a su derecha, Giacinto Facchetti.

Causio marcó su primer gol en 1972 de tiro libre en un partido contra el Vicenza el 23 de enero, en la decimoquinta fecha de Serie A, y también le brindó una asistencia a Pietro Anastasi e hizo una jugada en la que superó a tres rivales que «rememoró a Riccardo Carapellese». Dos semanas después, en un triunfo por 4-0 sobre el Hellas Verona, fue el mejor del terreno de juego, en parte por la libertad que tuvo gracias al flojo marcaje de Sergio Ferrari; prueba de ello es el primer gol del encuentro, donde Causio le sacó ventaja a Ferrari y dio un pase fundamental a Adriano Novellini. El 20 de febrero, fue partícipe de la acción en la que Sandro Salvadore consiguió empatar frente al Milan y, una semana más tarde, el centrocampista de la Roma Luis del Sol le propinó una patada en la tibia que lo marginó de un amistoso en Tel Aviv con la selección italiana sub-23.
La Juventus hizo una buena primera vuelta en liga pero dejó muchos puntos en la segunda; en consecuencia, equipos como Cagliari, Fiorentina, Internazionale, Milan y Torino quedaron a un punto del primer puesto, con siete jornadas restantes. El club se asentó como primero en la tabla y ganó la Serie A al derrotar por 3-0 al Internazionale el 23 de abril, con un triplete de Causio. El primer gol lo hizo de cabeza después de un centro de Haller; el segundo, que también provino de un pase del alemán, lo marcó de media tijera; y el tercero se originó en un rechace en el área rival que él interceptó. Concluido el duelo, su adversario Gabriele Oriali declaró: «[Causio] es mucho más fuerte que yo. No pude hacer nada con él». En copa nacional, durante un encuentro frente al Milan, Guido Magherini lo golpeó en la pierna izquierda y debió salir del campo a los diecinueve minutos. A raíz de esa lesión, se perdió el siguiente partido, contra el Internazionale, y la Juventus quedó eliminada en segunda ronda. En Copa de la UEFA, que en ese momento no se consideraba un torneo prioritario, en el partido de vuelta de cuartos de final se enfrentaron con el Wolverhampton Wanderers, que los eliminó, y se optó por darle descanso a Roberto Bettega, Fabio Capello y el propio Causio.
En el primer partido de la temporada 1972-73, asistió a Giuseppe Furino y le anotó al Foggia en primera ronda de Copa Italia el 27 de agosto, en un duelo en el que, además, le propinó un cabezazo en el rostro a Giorgio Rognoni después de que este hiciera una dura entrada sobre él. Según el periodista Nello Pacifico, ambos futbolistas debieron irse expulsados pero el árbitro «los perdonó». En el siguiente encuentro, por la misma competición y ante el Novara, intercambió posiciones con Antonello Cuccureddu y marcó en el minuto 91 el 1-0 definitivo. También convirtió en la primera jornada de Serie A, en un partido ante el Bologna el 24 de septiembre, cuando aprovechó una distracción de Giacomo Bulgarelli, le quitó el balón y disparó desde unos quince metros de distancia. Tres días después, falló un penal frente al Olympique de Marsella en primera ronda de Copa de Campeones, en el momento en el que la Juventus ganaba 3-0, que terminó siendo el marcador definitivo. Causio tuvo una destacada actuación en el encuentro del 20 de octubre contra el Milan, en el que ingresó en el segundo tiempo como reemplazo de José Altafini, al concederle una asistencia a Sandro Salvadore y hacer un gol mediante una individualidad en el minuto 74, aunque inmediatamente Gianni Rivera empató el partido a dos. El 12 de noviembre anotó, de penal, en un empate 1-1 con la Sampdoria correspondiente a la sexta fecha de liga. Dos semanas después, Causio ayudó a su equipo a quebrar la férrea defensa del Cagliari cuando le marcó a Enrico Albertosi uno de los dos tantos con los que la Juventus ganó ese encuentro de Serie A. El 10 de diciembre, frente al Palermo, tuvo un rendimiento «lleno de luces y sombras» que, de acuerdo con el periodista Ferruccio Cavallero, se debió a un accidente de tráfico de sus padres, quienes recibieron hospitalización en Bríndisi. El 22 de diciembre convirtió un gol de penal, sancionado por una mano de Giorgio Mastropasqua, y fue parte importante de la victoria por 2-1 sobre el Ternana.
El 4 de marzo de 1973, fue expulsado de un derbi contra el Torino, cuando su equipo iba perdiendo, por burlas hacia el árbitro Paolo Toselli. La Juventus puso en riesgo el título de Serie A al perder con la Fiorentina el 7 de abril, en un partido donde Causio marcó de penal y combinó una alta participación ofensiva con muchos errores. El 11 de abril, le anotó al Derby County en la ida de la semifinal de Copa de Campeones y, a los cuatro días, le marcó de tiro libre al Palermo en liga, en un 4-1 en el que también participó en el autogol del defensor rival Spartaco Landini. El día 29 de ese mes, a los cuarenta y nueve minutos del enfrentamiento ante el Ternana que su equipo ganó, anotó un gol de rebote luego de haber fallado un penal. El 5 de mayo, tuvo una actuación destacada, de acuerdo con lo que publicó el periodista Bruno Bernardi, y brindó una asistencia en un 2-0 frente a la Atalanta. El 30 de mayo, disputó la final de Copa de Campeones ante el Ajax, donde la Juventus cayó 1-0. Causio opinó, años más tarde, que uno de los factores por los que se perdió fue que los rivales habían descansado más que los jugadores de la Juventus, quienes estaban muy agotados. El club fue campeón de la Serie A tras una derrota en la última fecha del Milan y Causio, con ocho, registró su marca más alta de goles en una temporada de liga. Por otro lado, en Copa Italia le anotó al Internazionale el 17 de junio, después de un tiro libre de Haller, y volvió a marcarle a ese equipo diez días más tarde, en un encuentro en el que, además, falló un penal. En la final, la Juventus y el Milan empataron y fueron a tanda de penales, donde los rivales se impusieron; Causio fue el único jugador juventino en anotar.

#### Declive a raíz de cambio táctico
La Juventus inició la temporada 1973-74 con la eliminación en primera ronda de Copa de Campeones, al perder por marcador global 4-3 frente al Dynamo Dresden. El 14 de octubre, en la segunda jornada de liga, el equipo cayó por 2-0 con el Napoli; Causio tuvo un mal rendimiento y estuvo implicado en el tanto del rival, ya que por protestas suyas al árbitro se cobró un tiro libre que terminó en gol. Fue, además, sustituido al comienzo del segundo tiempo. Dos semanas después, asistió a José Altafini de tiro libre indirecto en una victoria por 3-1 ante la Lazio. En noviembre de 1973, demandó a la revista Guerin Sportivo por difamación en un artículo que no estaba firmado y lo relacionaba con el asesinato del comerciante Fulvio Magliacani. Más precisamente, decía que el futbolista conocía a la acusada Franca Ballerini y que había sido interrogado por la policía. El futbolista, que contó con el respaldo de la Juventus, declaró: «Por más que conozca a Franca Ballerini, ¿qué tengo que ver en este misterio? ¿Qué quiere decir [Guerin Sportivo] cuando me llama "un conocido"?». El 28 de noviembre, acudió a Roma para disputar la Copa Intercontinental —el Ajax se retiró de la misma porque no quería viajar a Argentina, que originalmente era la sede—, donde fue titular. Su equipo perdió con Independiente por 1-0, con gol de Ricardo Bochini, y Antonello Cuccureddu falló un penal. El 2 de diciembre, Causio marcó por primera vez en esa temporada en una goleada por 5-1 al Hellas Verona y, según el entrenador Vycpálek, «estuvo fabuloso».

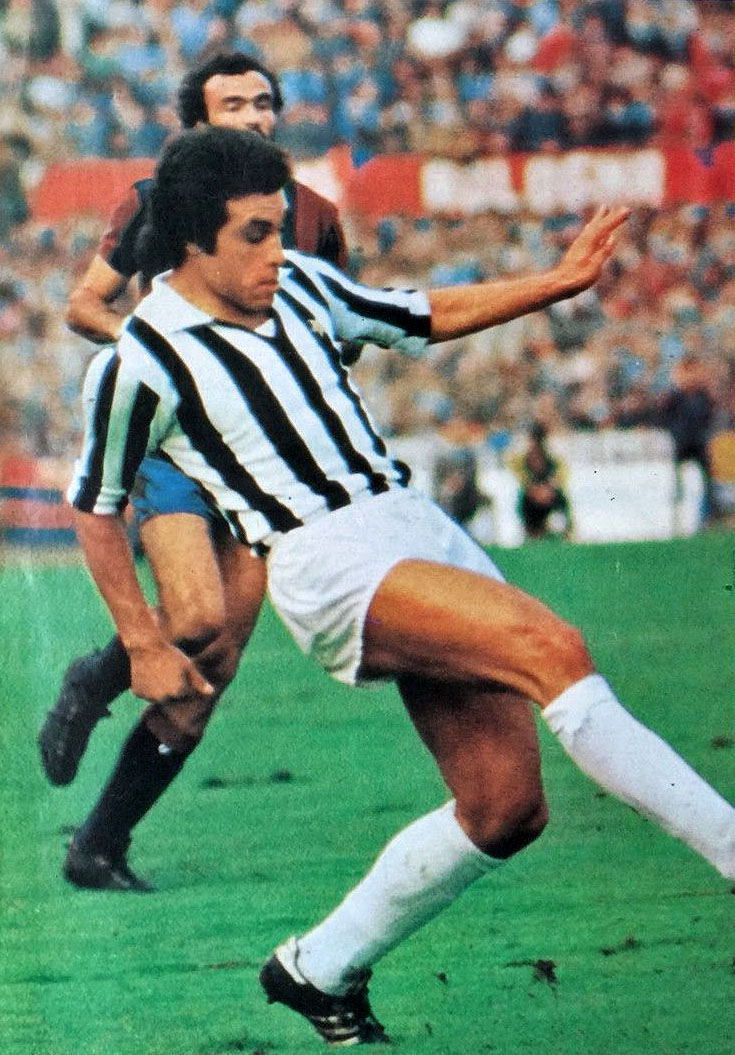
Causio durante un partido entre la Juventus y el Bologna el 6 de octubre de 1974, por la primera jornada de liga

Una semana después, en el transcurso de un derbi de Turín por la octava fecha de Serie A, recibió un puñetazo del entrenador rival, Gustavo Giagnoni, hecho que no fue captado por las cámaras. Esto se debió, explicó Giagnoni, a lo siguiente: «Cuando Causio pasó por el banquillo del Torino, aplaudió [sarcásticamente]. Después, mientras se alejaba, dijo algo que me hizo reaccionar. [...] De cualquier manera, lo que me enfureció fue que me insultó estando él de espaldas. No tuvo valor de decírmelo a la cara». El jugador, por otro lado, negó estas declaraciones e, incluso, dijo que no recibió ningún golpe. A raíz de este suceso, se sancionó a Causio por dos jornadas —no pudo jugar contra el Palermo, por Copa Italia, y el Cesena, por liga— y a Giagnoni hasta el día 26 de ese mes. El 10 de febrero de 1974, durante un encuentro ante el Napoli en el que su equipo iba ganando por cuatro goles, recibió una amonestación que lo obligó a perderse un partido contra la Lazio que era sumamente importante para la Juventus, por lo que en La Stampa se lo calificó de «irresponsable». Justamente a la Lazio le anotó su único gol en esa Copa Italia, algo que hizo el 27 de marzo en segunda fase, en un triunfo por 3-0. El 13 de abril, la Juventus, que disputaba el primer lugar en liga con la Lazio, empató un encuentro contra el Cagliari en el que Causio marcó un gol a siete minutos del final y donde, además, un remate suyo impactó en el travesaño. Esa temporada, en la que no hubo títulos, marcó un cambio posicional para el futbolista, que jugó de centrocampista en vez de extremo, lo que lo alejó de la portería rival:

A pesar de que sus intenciones siempre fueron las mejores, Causio no logró sacar su mejor rendimiento. Sus largos trayectos por las bandas y sus persistentes regates, al final, no le permitieron aclarar sus ideas y concretar acciones. Lo que sucede es que, al gastar toda esa energía corriendo, se pierde precisión.
Ferruccio Cavallero, periodista de La Stampa. 30 de agosto de 1974.

Causio demostró que sí podía jugar de centrocampista en alto nivel en el inicio de la temporada 1974-75, cuando la Juventus derrotó por cuatro goles a cero al Varese en Copa Italia. Esta mejora ocurrió, en parte, por el entendimiento que tenía con el flamante fichaje del club, Oscar Damiani. Contra el Varese también jugó en la tercera fecha del campeonato, en un partido donde sufrió molestias en la garganta y el ojo que lo acabaron dejando fuera del enfrentamiento con el Hibernian, por segunda fase de Copa de la UEFA. El 27 de octubre, convirtió uno de los cuatro tantos con los que su equipo goleó al Ascoli en la cuarta fecha de Serie A, lo que hizo gracias a que Fabio Capello, en un tiro libre, distrajo a los jugadores que conformaban la barrera y, con un pase, lo dejó a pocos metros de la portería de Marcello Grassi. Causio realizó un buen papel en el triunfo frente al Cesena el 9 de noviembre, donde tuvo que marcar al lateral Giampiero Ceccarelli y anotó el único gol del partido en los últimos minutos. El 15 de diciembre participó en varios goles, además de marcar uno tras una asistencia de Altafini, en la victoria por 6-2 sobre el Napoli, en la que «fue brillante, pensante y sorprendentemente consistente —y su calidad está intacta—», según el periodista Bruno Panzera. Una semana más tarde, a pase de Damiani y en el último minuto, le anotó al Cagliari el único tanto del partido. El 12 de enero de 1975, también por liga, le marcó al Ternana uno de los dos goles con los que la Juventus ganó ese encuentro. El 2 de marzo, disputó el duelo ante la Sampdoria por la vigésima fecha de Serie A y, al pelearse con Marcello Lippi, lo expulsaron y sancionaron durante dos jornadas. Volvió a marcar casi tres meses después, el 6 de abril, al Napoli, en una victoria por 2-1. Causio no tuvo demasiado peso en el equipo durante esa temporada, pero a finales de la misma volvió a cumplir su pasada función y destacó en los partidos contra la Lazio —a la que golearon por marcador 4-0— y el Ternana, al que lo anotó un tanto el 5 de mayo. Al final, la Juventus acabó ganando la Serie A, aunque el Twente la eliminó en semifinales de Copa de la UEFA.

#### Obtención de la Copa de la UEFA
Causio comenzó la temporada 1975-76 el 25 de agosto en un partido de copa nacional frente al Taranto, al que le marcó el 2-0 definitivo tras una asistencia de José Altafini. A la semana siguiente, el equipo se enfrentó en esa misma competición al Internazionale y él fue expulsado. La acción en cuestión ocurrió en el minuto 82 cuando, estando en el área del adversario, se le rasgó el pantalón, lo que desató protestas tanto suyas como de sus compañeros. El árbitro Arnaldo Prati, que no consideró que fuese falta, amonestó a Causio por reclamar y, ante la insistencia de este, le mostró la tarjeta roja. Ese encuentro se perdió por marcador 1-0. El futbolista estuvo sancionado en la siguiente fecha, una goleada sobre el Ternana, y la Juventus fue eliminada tempranamente al empatar a dos goles con el Sambenedettese, en un partido donde Causio asistió a Fabio Capello mediante una falta indirecta. Por otro lado, en la Copa de Campeones vencieron al CSKA Sofía, con el futbolista asistiendo a Giuseppe Furino de saque de esquina en el partido de vuelta, y quedaron eliminados al perder en octavos de final con el Borussia Mönchengladbach por marcador global 4-2, serie en la que el jugador no pudo disputar la ida debido a acumulación de tarjetas amarillas. Entretanto, en el debut en liga, el 5 de octubre, le anotó dos goles al Hellas Verona, el primero en el minuto 32 de penal y el segundo, cinco minutos después. Volvió a convertir por duplicado el día 19, en un triunfo por 4-2 sobre la Fiorentina en la tercera jornada de liga. El comienzo del partido resultó problemático para la Juventus debido a continuos desentendimientos entre sus centrocampistas, aunque Causio hizo cumplió con su trabajo ayudándolos y, además, marcó uno de sus dos tantos mediante un tiro penal.

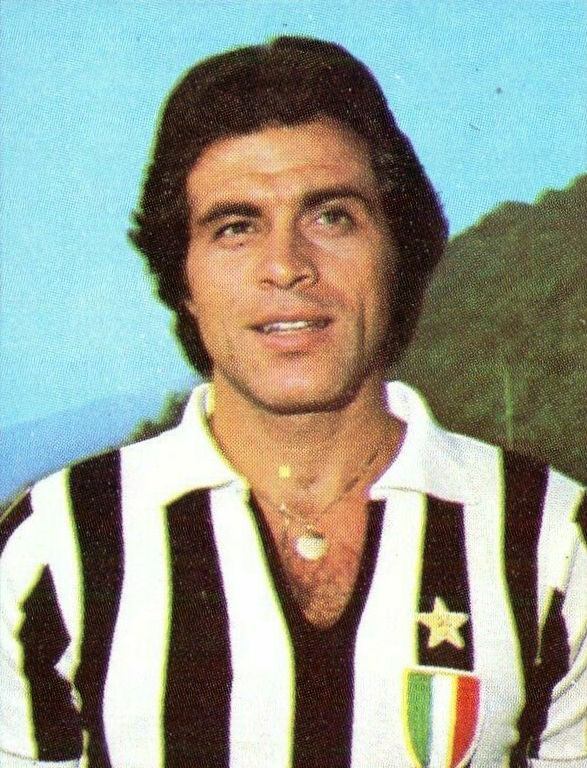
Causio durante la temporada 1975-76

El 15 de noviembre colaboró en la victoria ante el Milan al asistir, con un centro, a Sergio Gori, que convirtió el único gol del partido. El futbolista rindió de manera eficiente durante ese inicio de temporada, algo que él mismo dijo que se debió a la madurez y a «alcanzar ese equilibrio que te da [el vivir] en un ambiente tranquilo». Su primer gol en el siguiente año se lo hizo el 24 de enero a la Sampdoria en un triunfo por 2-0, mediante una jugada individual; comenzó la acción desde el centro del campo, realizó eslálones, superó la marca de Marcello Lippi y con un disparo cruzado batió al guardameta Massimo Cacciatori. En la siguiente jornada, frente al Perugia, hizo una jugada similar al correr cuarenta metros con el balón y ejecutar un centro con el que Oscar Damiani anotó de cabeza el único tanto del encuentro. Después de eso, no pudo jugar contra el Hellas Verona por fiebre y su ausencia se hizo notoria para su equipo que, a pesar de ello, ganó ese partido. En el enfrentamiento con el Milan, el 14 de marzo, el defensor Aldo Maldera le propinó varios golpes en el tobillo derecho que, si bien provocaron que se retirara de un entrenamiento por fuertes dolores, no afectaron su participación en el encuentro contra el Cesena una semana después, el cual se perdió por 2-1. El Torino acabó ganando esa Serie A tras una remontada de puntos sobre la Juventus, y eso provocó el cambio de Carlo Parola por Giovanni Trapattoni en la dirección técnica.
En la siguiente temporada, hizo su debut goleador el 5 de marzo en un partido de Copa Italia contra el Sambenedettese, al que vencieron por marcador 4-0 y al que Causio le anotó por un error del guardameta Flavio Pozzani. En esa competición, sin embargo, tuvo malos rendimientos durante las primeras jornadas, a causa de los nuevos entrenamientos y las tácticas hasta entonces inéditas de Trapattoni. Por otra parte, la Juventus comenzó de manera irregular su participación en Copa de la UEFA, al perder tanto con el Manchester City como con el Manchester United de visitante pero ganarles la llave en condición de local. En esos partidos en Inglaterra, el desempeño de Causio «generó más críticas que aclamación». Recién a inicios de Serie A consiguió dar mejores actuaciones, como en el encuentro ante el Milan, al que derrotaron por 3-2. En el partido que siguió a ese, una victoria por marcador 2-1 sobre el Hellas Verona, logró anotar su primer gol esa liga cuando, por un flojo actuar del defensor Piergiorgio Negrisolo, Roberto Bettega recuperó el balón en el área y se lo pasó a Causio, que marcó el segundo tanto en el minuto 87. El 5 de diciembre, el Torino puso fin a la seguidilla de buenas actuaciones del jugador, que se vio mermado ante la marca de Luigi Danova, y venció a la Juventus por 2-0. Nuevamente, Causio no fue capaz de mostrar un rendimiento aceptable frente al clásico rival, lo cual lo llevó a declarar que «a pesar de que ya llevo una docena de participaciones en derbis, [cuando llega el momento de jugar] se me apagan las luces».
El 19 de diciembre, volvió a convertir el gol de la victoria para su equipo, en esta ocasión en el duelo contra el Bolonia, mediante un remate de cabeza a los tres minutos. El 12 de marzo de 1977, luego de que Giuseppe Sabadini cometiera una falta en el área sobre Claudio Gentile, Causio anotó de penal el 2-1 definitivo sobre el Milan, en un encuentro correspondiente a la vigésima jornada de Serie A. El futbolista finalmente consiguió destacar en un derbi de Turín el 3 de abril, cuando marcó a los siete minutos del partido ante el Torino, aunque Paolino Pulici también anotó solo dos minutos más tarde y puso el empate final. Tres días después, la Juventus goleó al AEK Atenas por 4-1 en la ida de la semifinal de Copa de la UEFA, en un enfrentamiento en el que Causio consiguió marcar controlando con el pecho un balón enviado por Bettega y definiendo de una manera similar a la de Omar Sívori, según escribió Franco Costa en La Stampa. El día 24 de ese mes, anotó su último gol en esa temporada, lo que hizo en un partido de Serie A contra el Perugia en un empate a uno, en parte ayudado por un error del guardameta Roberto Marconcini. En cuanto a títulos, el club fue campeón de la liga y de la Copa de la UEFA, que obtuvo el 18 de mayo al derrotar al Athletic Club. Causio, por su parte, se convirtió en un ídolo, al igual que Bettega. En un artículo de La Gazzetta dello Sport, se destacó que en ese equipo solo había jugadores italianos y se comparó a los dos jugadores mencionados con los miembros del llamado «Trío Mágico»:

Y llegó la Juve italiana, [...] que en 1977 conquistó su primer trofeo internacional [y] que estableció las bases de la selección nacional, como ya lo había hecho en los años 30. Era la Juve de, entre otros, Roberto Bettega y Franco Causio. Extranjeros que no eran extranjeros. Bettega se convirtió en el nuevo Charles y, al mismo tiempo, en el nuevo Boniperti: potente, coordinado y racional. [...] Causio tenía el repertorio técnico de un brasileño y el carácter de un argentino. Parecido a Sívori, por lo bocón y polémico, y quizás por eso a la gente le agrada.

#### Títulos locales con Trapattoni

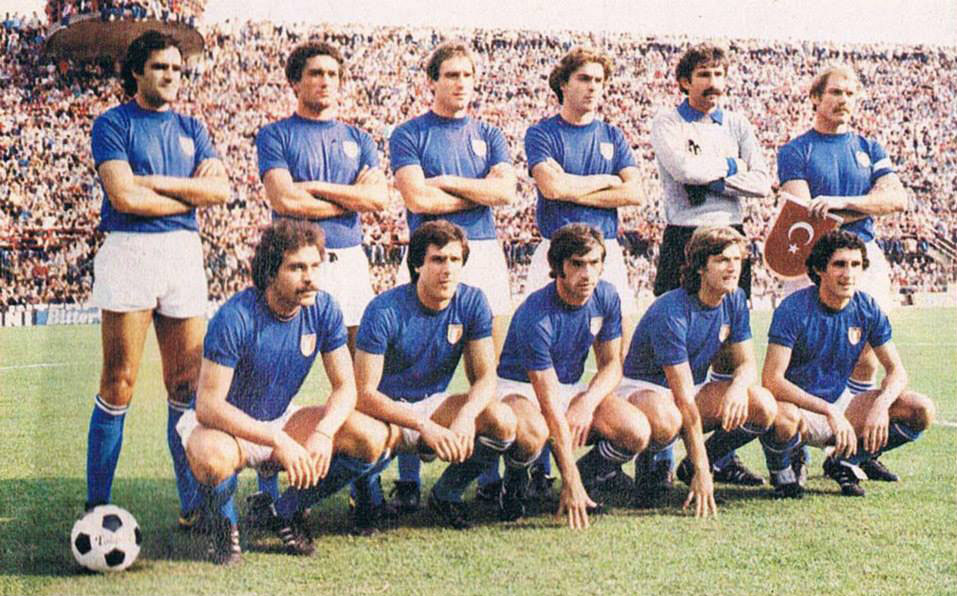
En los años en que Giovanni Trapattoni dirigió a la Juventus, buena parte de la selección italiana estuvo conformada por jugadores de dicho club. En la imagen, tomada antes de un amistoso ante Turquía el 23 de septiembre de 1978, Causio —en cuclillas, primero de izquierda a derecha— está acompañado de cuatro compañeros de la Juventus.

Causio comenzó la temporada 1977-78 jugando los cuatro partidos de la primera fase de copa nacional, todos de titular, y disputó uno de los dos encuentros con los que la Juventus inició la campaña de Copa de Campeones, donde derrotaron al Omonia Nicosia por resultado global de 5-0. A principios de octubre, la prensa hizo mención sobre el pobre estado físico del jugador, con base en las actuaciones de este en los enfrentamientos contra Alemania, en un amistoso con la selección, y la Lazio, rival que derrotó a su equipo por 3-0. En ese mes llegaron sus primeros goles, al Glentoran el día 19 por la ida de octavos de final de Copa de Campeones, y cuatro días después a la Fiorentina, en el quinto partido de Serie A. En este último, donde vencieron por 5-1, «Causio [fue] autor de un excelente encuentro y de un gol tan maligno como espectacular», en palabras del periodista Angelo Caroli, que hizo referencia a la «malicia» del futbolista por las características de ese gol y porque se lo hizo a Giovanni Galli, el tercer guardameta de la Fiorentina, de diecinueve años.
La Juventus tuvo un comienzo de liga flojo, al ganar solamente tres de los primeros ocho encuentros de la misma. El 26 de noviembre, Causio hizo el tercero de los cuatro goles que su equipo le convirtió al Genoa, en una victoria que para el periodista Nello Pacifico no significó ningún tipo de «salida del túnel de crisis» del club, pues argumentó que se jugó mal. Su siguiente aportación goleadora ocurrió el 31 de diciembre en liga, cuando le dio la victoria a su equipo al marcarle al Bologna el único tanto del encuentro. La Juventus, que no tuvo una buena actuación, generó dos penales: el primero lo falló Roberto Boninsegna, un lanzador experto, y el segundo fue gol de Causio. Al eliminar al mencionado Glentoran en Copa de Campeones, el club se enfrentó con el Ajax en cuartos de final, donde el futbolista marcó un gol en la ida, que se jugó de visitante y que terminó 1-1. En ese partido, disputado el 1 de marzo de 1978, Pim van Dord anotó en el minuto 87 y Causio, a pase de Marco Tardelli mediante un saque de banda, empató en los últimos instantes del juego. El resultado se repitió dos semanas después en la vuelta, donde Causio comenzó la jugada del gol de su equipo, que se impuso en tanda de penales al anotar el último disparo. El club logró el bicampeonato de Serie A, pero perdió la Copa Italia en segunda fase, de la que el futbolista no fue parte debido a su convocatoria a la Copa Mundial de Fútbol de Argentina. Asimismo, en Copa de Campeones perdieron con el Club Brujas en la semifinal, por marcador global de 2-1.
A raíz del desempeño demostrado en la Copa del Mundo, clubes de Estados Unidos se interesaron en él, aunque decidió quedarse en la Juventus. En esa temporada, su equipo cayó eliminado de Copa de Campeones tempranamente cuando perdió con el Rangers por un global de 2-1. El periodista Bruno Panzera comentó sobre el mal estado físico de los jugadores y dijo que Causio fue el único que estuvo a la altura en la vuelta. A diferencia de compañeros como Tardelli y Antonio Cabrini, logró mantener un nivel alto después del Mundial, como en el encuentro de Serie A ante la Lazio del 1 de octubre, que finalizó 2-2. Bruno Bernardi se refirió a él, en esos momentos, como el «motor» del equipo. En el partido de liga que siguió, marcó de cabeza uno de los seis goles que la Juventus le hizo al Hellas Verona. Como dato anecdótico, durante la entrada al campo de juego para el segundo tiempo, desde la tribuna arrojaron un petardo que al estallar cerca de Causio lo dejó aturdido, por lo que el masajista del club debió darle bofetadas para que se recuperara. El 22 de octubre, en la previa de un partido contra el Perugia, recibió una medalla de oro y un ramo de flores por jugar su 250° encuentro de Serie A. En esa ocasión, su equipo cayó por marcador 2-1 y perdió el invicto de un año en liga, además de ser derrotado por primera vez en tres temporadas en condición de local.
| Estamos interesados en Causio, ¡y de qué forma! Un futbolista así le viene bien a cualquiera. El problema es cuánto va a pedir la Juventus: nosotros estamos dispuestos a hacer sacrificios, pero no vamos a exagerar. [...] Lo ficharíamos con los ojos cerrados, tiene treinta años y puede que le esperen tres o cuatro temporadas muy buenas. Piénsalo, ¡qué lindo sería tenerlo con Beccalossi en el centro del campo! —Giancarlo Beltrami, sobre el interés del Internazionale por Causio en mayo de 1979. |

Esa Serie A la ganó el Milan y hubo rumores de que Causio, que a partir de esta época comenzó a tener problemas con la Juventus —Giorgio Gandolfi dijo que «ya no conectaba con el entorno»—, iba a ser transferido al Internazionale. Tanto el director deportivo Giancarlo Beltrami como el directivo Sandro Mazzola confirmaron su interés en el jugador, aunque ambos teorizaron que el precio del fichaje sería muy alto. La Juventus, sin embargo, nunca mostró intención en venderlo. De cualquier manera, Causio tuvo una destacada participación en la fase de eliminación de la Copa Italia, competición en la que le marcó de penal al Internazionale en la ida de cuartos de final. En la vuelta, aunque lograron pasar a la siguiente ronda por marcador global, perdieron por 1-0 y Causio, al irse sustituido, se mostró molesto e hizo duras declaraciones, por las que el club lo multó. Bruno Bernardi calificó esta actitud como «soberbia». En la semifinal, le anotó al Catanzaro en la vuelta, que ganaron por resultado 4-2, y con ese gol, similar a uno que le había hecho a la selección argentina unos pocos días antes, «desparramó a toda la defensa calabresa y puso en éxtasis a todo el estadio». El 20 de junio, se disputó la final entre la Juventus y el equipo de segunda división Palermo, al que Causio le marcó «con un remate de gran categoría» el gol de la victoria en prórroga, a tres minutos de la tanda de penales.

#### Salida de la Juventus
En la temporada 1979-80, realizó su debut goleador en el primer partido de liga ante el Bologna, que terminó con marcador empatado a uno, luego de que Franco Colomba cometiera falta sobre Roberto Tavola y se cobrara penal. En la tercera jornada, en la que su equipo se enfrentó al Pescara, fue expulsado a finales del primer tiempo por golpear a su marcador personal, Marino Lombardo. En ese inicio de Serie A, tanto él como el defensor titular Gaetano Scirea estuvieron ausentes en varios encuentros, lo que perjudicó al equipo, que encadenó malos resultados. En esa campaña, la Juventus disputó la Recopa de Europa por haber ganado la Copa Italia y en la primera ronda debió enfrentarse con el Győri ETO, al que Causio le marcó un gol en la vuelta, de rebote tras un disparo de Antonello Cuccureddu, con el que puso el marcador global a su favor. El 21 de octubre, se perdió por primera vez un derbi con el Torino —llevaba diecisiete presencias—, porque estaba descalificado. Tres días después, se disputó el primer encuentro de octavos de final de Recopa de Europa, donde su equipo cayó por marcador 1-0 con el Beroe en su visita al país búlgaro, aunque realizó una buena actuación y Causio, por su parte, comenzó muchas jugadas ofensivas desde contraataques. En la vuelta, el 8 de noviembre, lograron llevar el partido a prórroga con un gol tempranero de Scirea y, allí, Causio generó tres situaciones de gol, la última de ellas la concretó en el minuto 104, mediante un remate de cabeza. Al poco tiempo, la Juventus marcó otro tanto y pasó de ronda.
El 25 de noviembre su equipo se enfrentó, en la décima fecha de Serie A, al Cagliari, que había recibido pocos goles en todo el torneo, en parte, gracias a la labor del guardameta Roberto Corti. Causio desperdició varias opciones de gol y, a pesar de que estaba teniendo un mal partido, consiguió anotar el tanto del triunfo en el minuto 75, luego de un pase de cabeza de Roberto Bettega. Si bien en medio se logró eliminar al Internazionale en cuartos de final de Copa Italia, en la siguiente jornada de liga su equipo perdió por la mínima diferencia con el Avellino y siguió sumando altibajos. El periodista Ferruccio Cavallero describió la situación como una «crisis infernal [que] creo que nadie ha sufrido más que Causio», y la Juventus entró en una racha en la que solo ganó uno de seis partidos. El 13 de enero de 1980, en un empate 1-1 por liga, le marcó un gol al Bologna mediante un remate lejano, en principio sencillo de controlar, que el guardameta Giuseppe Zinetti no pudo atajar, al enviar el balón a su propia portería en un intento de sacarlo a tiro de esquina. Una semana más tarde, dio una buena actuación y le anotó al Catanzaro en un encuentro en el que, después de un tiempo considerable, Giovanni Trapattoni lo volvió a utilizar como centrocampista, aunque esta vez jugó más cerca del centro del campo que de la banda derecha. El entrenador mantuvo esa iniciativa durante el resto de la temporada. Para mediados de marzo, el club solo tenía expectativas de obtener el segundo puesto en liga, por lo que se le dio mayor importancia a la Recopa de Europa, donde Causio destacó al marcar otro gol decisivo, el tercero en su cuenta personal, en el partido ante el Rijeka. El futbolista no había podido jugar la ida porque estaba amonestado y la Juventus empató sin goles, pero se accedió a semifinales al ganar por 2-1 en la vuelta, en la que Causio convirtió a los seis minutos y fue una de las figuras, junto con Bettega y Sergio Brio. No obstante, en esa competición el Arsenal los eliminó por resultado global de 2-1 cuando Paul Vaessen marcó a dos minutos del final. En copa nacional, por otro lado, perdieron con el Torino en semifinales.
Causio inició la pretemporada 1980-81, la última que jugó en la Juventus, más tarde que sus compañeros en virtud de dolores en la rodilla izquierda, que casi le produjeron un desgarro de menisco. Por una sanción, se perdió el debut de su equipo, que se dio el 20 de agosto ante el Udinese por Copa Italia, y en el siguiente enfrentamiento, contra el Taranto cuatro días después, jugó con fiebre y «en situaciones básicas para un jugador de su talla, mostró síntomas de estar en mala condición». Su mal momento continuó en el partido frente al Brescia el día 31 de ese mes, donde no pudo concretar ningún regate, estuvo impreciso pasando el balón y no generó oportunidades de gol. Causio se fue sustituido y el equipo ganó a último momento con gol de Antonio Cabrini. Recuperó algo de nivel recién el 28 de septiembre en otro partido ante el Brescia, en tercera jornada de Serie A, en un empate a uno. El 25 de octubre, le hizo un gol al Torino en la sexta fecha, cuando marcó de rebote tras un remate al poste de Battega. Sin embargo, el delantero Francesco Graziani anotó un doblete y logró remontar el marcador para su equipo. Causio protagonizó un incidente el 30 de noviembre durante un encuentro contra el Catanzaro, donde tuvo un mal rendimiento, ya que, en el momento de irse sustituido, arrojó su camiseta al suelo, lo que provocó el enfado de su entrenador y derivó en una importante multa. El periodista Renzo Pasotto escribió: «Fue un gesto muy poco aristocrático. "¿Qué clase de barón hace algo como eso?", pregunta la gente asombrada». Además, el futbolista agravó la situación al declarar que «a Trapattoni le gusta que los aficionados me silben cuando salgo del campo». El asunto llegó al punto de que debió reunirse a hablar con el presidente del club, Giampiero Boniperti, que actuó como un «conciliador» entre el jugador y Trapattoni. A las dos semanas, luego de que la Juventus goleara al Pistoiese en un encuentro donde Causio ingresó en la segunda parte, dijo: «Si en el pasado ha habido malentendidos, les aseguro que ya están solucionados».
En Copa de la UEFA, la Juventus quedó eliminada en segunda ronda ante el Widzew Łódź; en la ida, el jugador estuvo entre los suplentes todo el partido, mientras que en la vuelta fue titular pero no pudo evitar que su equipo perdiera en tanda de penales. Aún con la supuesta reconciliación con la Juventus, para finales de 1980 Causio estaba decidido a irse debido a que rara vez era capaz de completar los noventa minutos. El 21 de diciembre, jugó un buen partido y convirtió uno de los cuatro goles que su equipo le hizo al Udinese en la undécima jornada de liga. En los meses siguientes, a pesar de trabajar con esmero y de superar las trescientas presencias con el club en Serie A, fue más que nada suplente y jugó pocos minutos. La primera de esta serie de suplencias ocurrió el 15 de febrero de 1981 en el encuentro frente al Como y, como se ganó, Trapattoni mantuvo a los mismos jugadores a partir de entonces, y Causio se vio limitado a entrar de vez en cuando en lugar de Domenico Marocchino o Pietro Fanna. Ante esta situación, el club prefirió desligarse de Causio y mantener a Marocchino, quien es ocho años más joven. El futbolista anotó su último gol en la Juventus el 4 de marzo en la ida de cuartos de final de Copa Italia, en una victoria por 3-1 sobre el Avellino, en la que mostró un muy buen rendimiento, según el periodista Giulio Accatino. El equipo accedió de ronda y quedó eliminado en semifinales frente a la Roma. En cuanto a la liga, el partido definitorio tuvo lugar el 10 de mayo también contra la Roma, con Causio como titular, y el empate obtenido fue fundamental para hacerse con el título.

#### Ídolo del Udinese
Después de que Giampiero Boniperti no le garantizara la titularidad en la Juventus, Causio se puso en contacto con el director general del Udinese, Franco Dal Cin, y con el entrenador, Enzo Ferrari, con quien había jugado en el Palermo en 1969, y decidió declinar la oferta de un club estadounidense —no mencionó de cuál se trataba— para fichar por la institución de Údine. En julio de 1981, el periodista Mario Amorese informó que el precio de la transferencia fue una suma «increíblemente modesta» de 200 000 000 ITL. A diferencia de la Juventus, el Udinese no era de las principales atracciones de la Serie A, puesto que durante las dos temporadas anteriores había estado cerca de descender. En el debut de la temporada 1981-82, el equipo se enfrentó al Pisa por copa nacional y consiguió un empate a uno, con un Causio que dio una buena actuación, en particular durante el segundo tiempo. El jugador, asignado capitán, marcó su primer gol el 30 de agosto en un partido contra la Lazio por la misma competición, a pase de Orlando Lelé, y demostró un alto rendimiento que disminuyó con los minutos. En ese torneo, su equipo no pudo superar la primera fase. Su debut en liga se produjo el 13 de septiembre ante el Milan, en un encuentro donde en la primera parte fue el «showman» y, en la segunda, completó una buena actuación. Casi un mes más tarde, el 11 de octubre, le hizo un gol al Torino en un triunfo por 3-2, en el que dio muchos pases en profundidad debido al marcaje y a los espacios que Paolo Beruatto dejó, y aprovechó un error de Giuseppe Dossena para anotar. De esa forma, el equipo se repuso de tres derrotas consecutivas. Cuando se le preguntó qué opinaba del partido del jugador, Guglielmo Trevisan, colaborador del seleccionador italiano Enzo Bearzot, dijo que «nunca lo había visto jugar tan bien». En cuanto a la prensa, Carlo Coscia escribió lo siguiente: 

El viejo campeón tiene clase, orgullo, voluntad y mucho más. Ayer, eso volvió a florecer contra el Torino cuando, por arte de magia, se vio el pasado en el futuro. Causio se transformó y los aficionados no pararon de aplaudirlo.

El 29 de noviembre fue una de las figuras de un Udinese con tres jugadores suspendidos en una victoria por 2-1 frente al Catanzaro, donde convirtió el segundo tanto tras una asistencia de Manuel Gerolin. En la jornada siguiente, el equipo logró su primer triunfo en condición de visitante al vencer al Como por 2-0, en un duelo donde en el segundo tiempo el jugador dio un rendimiento «espectacular», colaboró en defensa y le brindó una asistencia a Giorgio De Giorgis. El 20 de diciembre, a pesar de que los rivales impusieron un marcaje de tres hombres sobre él, nuevamente estuvo entre los mejores del Udinese en un empate a dos con el Bologna, donde marcó un gol. El 24 de enero de 1982, se llevó a cabo el enfrentamiento entre el Udinese y el Milan por Serie A y Causio anotó el único tanto, que Coscia describió como «espléndido». El periodista agregó que el jugador estaba entre los mejores del campeonato. La primera mala noticia en esa temporada llegó el 14 de febrero, cuando se esguinsó la rodilla derecha durante un encuentro contra el Cesena y, tres minutos después de que lo sustituyeran, los rivales marcaron el único gol del encuentro. Por esa lesión, estuvo diez días sin jugar y se perdió un partido ante el Torino. El 25 de abril volvió a hacerle un gol al Bologna, esta vez en un partido que finalizó 2-0 y donde tuvo un desempeño discreto. El equipo perdió los tres últimos encuentros de Serie A, el primero de ellos una derrota por 5-1 contra la Juventus, en la que dio una asistencia a Paolo Miano. Causio realizó una temporada «magnífica», en palabras de Bruno Bernardi, y se lo premió con el Guerin d'Oro, entregado por Guerin Sportivo al mejor jugador de la liga, mientras que el Udinese no pasó dificultades para mantenerse a mitad de tabla.
En la siguiente temporada, el Udinese volvió a quedar eliminado en primera fase de Copa Italia, torneo en el que Causio disputó los cinco encuentros y marcó dos goles, ambos al Vicenza en un triunfo por 2-1 el 29 de agosto. En tanto, su primera anotación en liga se produjo mediante un penal en la segunda jornada contra el Cagliari, en un empate a uno. Dos fechas más tarde, volvió a marcar de penal, esta vez al Torino en un duelo que terminó empatado y donde, además, participó en el segundo tanto de su equipo, que hizo Dossena. El 17 de octubre, en un empate sin goles ante la Juventus, falló un penal en el minuto 61 y «desperdició una oportunidad de oro» para su equipo. El periodista Carlo Coscia no entendió el motivo por el que Causio fue el elegido para rematar, dado que venía de fallar un penal en el partido anterior, que habían jugado contra el Ascoli, y notaba a Edinho «más fresco y tranquilo» para ese papel. El 12 de diciembre, marcó su último gol en esa temporada en una victoria por 3-1 sobre la Sampdoria, por la duodécima jornada. El 11 de abril de 1983, fue expulsado de un partido contra el Pisa a los sesenta minutos por protestar una infracción de 
Klaus Berggreen sobre su compañero Cesare Cattaneo, y el resultado final fue un empate sin goles. El Udinese mejoró su rendimiento con respecto al año anterior, dado que quedó sexto en la tabla, con veinte empates en treinta partidos.
Causio comenzó la temporada 1983-84 marcándole goles al Varese y al Napoli en primera ronda de Copa Italia, en la que su equipo fue eliminado en cuartos de final por el Hellas Verona, adversario contra el que el futbolista tuvo un buen desempeño. A pesar de que cumplió treinta y cinco años y de que su posición de «jugador bandera» pasó a ocuparla el brasileño Zico, fue uno de los mejores jugadores de su equipo durante esa campaña. Su primer gol en liga se lo hizo al Napoli el 31 de diciembre, en una goleada por 4-1, y se produjo por un quite de Giuseppe Bruscolotti que dejó a Causio con la portería de frente, que remató «de manera espectacular». Asimismo, sumó otra actuación «excelsa» en el siguiente encuentro, un empate a tres ante el Milan. En este, en el momento en que perdían por 3-1, en el minuto 83 hizo una asistencia cuando envió el balón al área, Franco Baresi lo desvió con la mano y cayó en Zico, que anotó. Tres minutos después, Causio marcó con un tiro raso, tras un pase del brasileño. El 25 de marzo, en la vigesimocuarta fecha, le convirtió al Pisa el gol de la victoria mediante una semivolea, luego de una asistencia de cabeza de Pietro Paolo Virdis. El 21 de abril su equipo perdió por marcador 3-2 ante la Juventus en un duelo en el que, si bien en movimiento mostró falta de ritmo, controló muy bien el balón en estático, como dijo el periodista Gianni Brera: «Con la destreza de una foca de circo, dejó en ridículo a todos los que intentaron quitárselo». El Udinese tuvo un flojo cierre de temporada y acabó en la sexta posición en Serie A.

#### Longevidad y retiro
La razón por la que Causio se marchó de un club en que se sentía muy cómodo como el Udinese fue la salida de Franco Dal Cin, cercano suyo, y la rebaja de sueldo que le habría ofrecido el presidente, Lamberto Mazza. Además, no se le había garantizado la titularidad como en años anteriores, por lo que decidió contactar con otros clubes. Recibió varias ofertas: una de ellas fue del Napoli, que a mediados de julio le ofreció 400 000 000 ITL por un año, 700 000 000 ITL por dos o, si no, también estaba dispuesto a llevárselo cedido. El hecho de que el club no fuera capaz de contratar a Diego Maradona influyó en su decisión de rechazarlos. El siguiente interesado era el Torino, en el que trabajaba Luciano Moggi, el ojeador que lo había fichado en la Juventus, aunque unirse a este equipo hubiera sido considerado una traición para la afición juventina. El presidente de este club, Giampiero Boniperti, habló con él para saber si le interesaba regresar, pero Causio se negó. Por último, el Internazionale, que presentaba uno de los proyectos más interesantes, pagó 500 000 000 ITL por hacerse con los servicios del jugador por una temporada. Además de ficharlo a él, compró a Karl-Heinz Rummenigge y Liam Brady, compañero suyo en la Juventus. Una de sus funciones era recibir el balón y centrar hacia Alessandro Altobelli en busca de un remate de cabeza, y antes del inicio de temporada se creía que perdería su puesto con el joven Amerigo Paradiso, quien, sin embargo, nunca llegó a jugar.
Para mediados de octubre, con cinco jornadas de liga disputadas, el equipo era muy dependiente de Rummenigge, con un centro del campo flojo y un Causio cuyo juego ya no surtía efecto y «limitaba» las acciones de sus compañeros. A raíz de ello, el entrenador empezó a mandarlo al banquillo, cosa con la que no estuvo de acuerdo: «Si el centro del campo no funciona, no me parece que sea culpa mía. Es Castagner quien debe solucionar el problema». El futbolista realizó asistencias en algunos partidos, como ante la Sampdoria, el 22 de diciembre, o el Empoli, el 27 de febrero de 1985 por Copa Italia, pero tuvo pocos minutos. El equipo se repuso y, para el mes de enero, llegó a estar en el primer lugar en liga. En el derbi contra el Milan el 17 de marzo, uno de los contados encuentros en que fue titular, a Causio se lo vio falto de ritmo y asistió con un centro a Altobelli, quien remató de cabeza. El duelo acabó empatado a dos. Esa Serie A, de manera sorprendente, la ganó el Hellas Verona, mientras que el Internazionale salió tercero. En campeonatos internacionales, el club disputó la Copa de la UEFA, donde perdió en semifinales con el Real Madrid y Causio jugó ocho de diez partidos, con poca participación. Un ejemplo de esto último es el enfrentamiento de vuelta de cuartos de final contra el Colonia, en el que se fue sustituido a los nueve minutos porque Riccardo Ferri fue expulsado y Castagner puso, en su lugar, al defensor Graziano Bini. En cuanto a anotaciones, le marcó al Colonia y al Rangers, de acuerdo con el periodista Luigi Garlando, «un gol hermoso». Por otra parte, en copa nacional le anotó al Hellas Verona en el partido de vuelta de cuartos de final, donde su equipo remontó un 3-0 y ganó en penales.
El 20 de mayo, se abrió el mercado de fichajes y Causio aún no había renovado con el Internazionale. Al mes, el 30 de junio, el presidente Ernesto Pellegrini declaró que el jugador se marcharía gratis y, en julio, este comenzó a entrenar con su nuevo equipo, el Lecce, que estaba por disputar su primera campaña en primera división. Durante los encuentros de pretemporada, tuvo actuaciones que el periodista Omero Marraccini calificó positivamente, al decir que «es él quien ilumina el juego de los apulianos». En el debut en liga, en la que era el jugador de mayor edad, su desempeño contra el Hellas Verona recibió elogios por parte de Carlo Coscia, de La Stampa, quien dijo que fue el mejor del partido y añadió: «¿Es un milagro? ¿Suerte? ¿Es solo porque la temporada recién empieza? ¿O, simplemente, la clase es la que siempre agiliza las piernas del viejo Barón?» El 13 de octubre, en la sexta fecha, marcó en una derrota por 3-1 frente a la Atalanta, que dejó a su equipo en la anteúltima posición. El 9 de noviembre, al jugar ante la Sampdoria, llegó a 444 participaciones en Serie A y desplazó a Giampiero Boniperti como uno de los futbolistas con más partidos disputados en ese torneo. El día 24 de ese mes, le anotó un gol «brillante», en palabras del periodista Gianni Brera, al Avellino. El 8 de diciembre, en un duelo frente a su rival directo por el descenso, el Como, un Lecce plagado de suplentes cayó goleado por 4-1; el autor del gol fue Causio, de penal. El equipo llegó a mediados de temporada con solo seis puntos, lo que lo dejó último, y terminó descendiendo. Además de la liga, disputó la copa nacional, en la que perdió en primera ronda. Causio, que para ese entonces dependía solamente de su entendimiento del juego, no continuó en el Lecce porque se consideraba que un jugador veterano no podría competir en Serie B, torneo repleto de futbolistas físicos.
En la temporada 1986-87 se unió al Triestina de segunda división, dirigido por Enzo Ferrari —que había sido su entrenador en el Udinese—, que sí necesitaba un jugador «pensante», ya que Francesco Romano se había trasladado al Napoli. Su debut se produjo en un empate con el Modena, donde mostró un desempeño regular, y dos jornadas después le anotó dos goles «emblemáticos, dos derechazos letales» al Pescara. Con el tiempo, se convirtió en el «director del equipo» y Ferrari le dio un trabajo adicional, el de aconsejar tácticamente a sus compañeros más jóvenes. El 8 de diciembre de 1986, marcó en los últimos segundos en un partido contra el Cremonese mediante un remate a larga distancia, lo que le dio el triunfo a su equipo. A pesar de arrastrar una lesión, volvió a anotar el 13 de marzo, en el minuto 74 de un empate frente al Bari. La acción comenzó con un pase de Roberto Ispiro, luego Causio entró al área, disparó y su remate golpeó el travesaño e ingresó en la portería. Para el periodista Silvano Goruppi, esta anotación fue una «obra maestra». El 12 de abril, en el minuto 72, hizo el gol de la victoria en un encuentro contra el Taranto que terminó con marcador 2-1, en la vigésimo novena jornada. A finales de temporada, en un partido ante el Campobasso disputado el 24 de mayo y que acabó empatado a tres, fue expulsado, lo que resultó en su ausencia para las últimas tres fechas. De igual manera, recibió la tarjeta roja en el inicio de la campaña 1987-88, en el minuto 52 del partido frente a la Atalanta, cuyo resultado final fue 1-1. Aunque se informó de que la sanción sería por dos jornadas, finalmente solo fue una. En su retorno, un empate sin goles contra el Arezzo el 27 de septiembre, fue uno de los jugadores con «más ideas» del encuentro. Meses más tarde, el 24 de abril de 1988, en un partido igualado a uno con el Modena, mostró «su mejor actuación en toda la temporada», según Ezio Tarlao. El 18 de junio, jugó el último encuentro de su carrera en una victoria sobre el Cremonese. Causio es uno de los futbolistas italianos con más partidos disputados en torneos internacionales —en 1997 estaba en el quinto lugar— y, cuando se retiró, era el jugador con más presencias en Copa Italia.

## Selección nacional

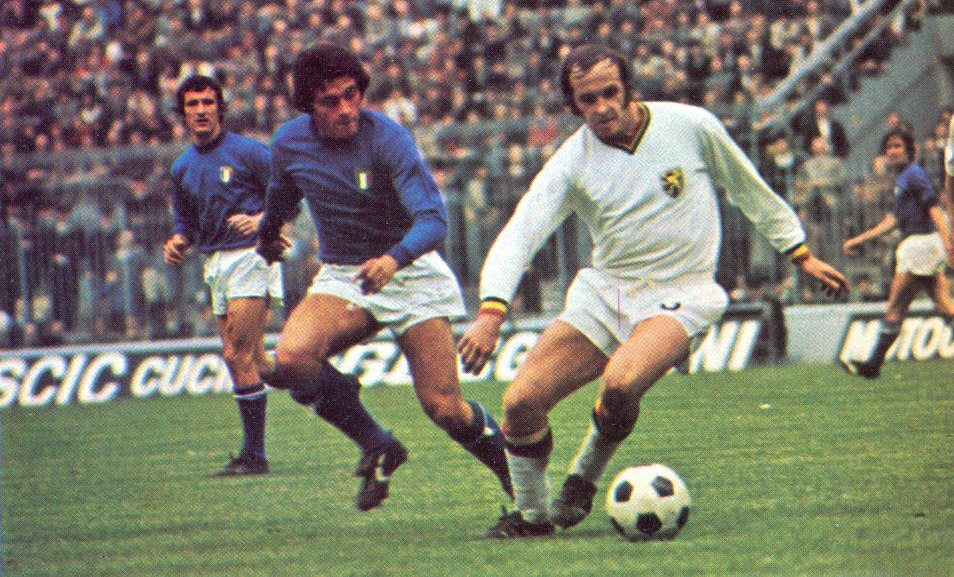
Causio, durante su primer partido con la selección, y el centrocampista belga
Jean Dockx. Detrás de ambos, se encuentra Gianfranco Bedin.

Antes de integrar la selección italiana absoluta, Causio fue parte de equipos juveniles, como el que disputó el amistoso Trofeo Città di Torino de 1967, dirigido por Giuseppe Galluzzi y que sirvió como preparación al Campeonato Europeo Sub-18 de ese mismo año. Su debut en la mayor se produjo 29 de abril de 1972, en un encuentro contra Bélgica por el play-off de la clasificación para la Eurocopa, que terminó sin goles y en el que ingresó en el segundo tiempo. Según la crónica de La Stampa, como sus compañeros lo conocían poco, no lo integraron al juego. El equipo italiano no consiguió clasificar a ese torneo al perder por 2-1 en la vuelta. El futbolista marcó su primer gol el 17 de junio, en un amistoso ante Rumanía donde Italia comenzó un nuevo ciclo, con jugadores nuevos y el mismo entrenador, Ferruccio Valcareggi. El resultado fue 3-3 y Causio hizo el tercero, en un momento en el que su equipo estaba «improvisando», luego de un rebote sobre un defensor y una rápida reacción suya. En junio de 1973, en honor a los setenta y cinco años de la fundación de la Federación Italiana de Fútbol, se organizaron dos amistosos, frente a Brasil e Inglaterra. El día 14 de ese mes, Causio participó en el encuentro contra los europeos, a los que derrotaron por primera vez; ingresó en lugar de Paolino Pulici y realizó regates con los que «parecía que quería mofarse de los ingleses», según La Gazzetta dello Sport.
En la clasificación para la Copa del Mundo, jugó dos partidos de titular, ambos ante Turquía, y el 19 de octubre disputó un encuentro frente a Suiza, en el que entró en el segundo tiempo en lugar del lesionado Gianni Rivera y tuvo un buen desempeño. El 14 de noviembre, jugó otro amistoso contra Inglaterra, en el que los italianos ganaron por primera vez en el estadio de Wembley y estiraron su racha de doce partidos invictos. En la Copa Mundial de Fútbol de 1974, no fue parte del debut contra Haití, que acabó 3-1 a su favor, aunque jugó los últimos veinticinco minutos del duelo ante Argentina, un empate a uno. Causio ingresó en lugar de Rivera y no pudo mostrar su mejor nivel. En cambio, fue titular en el último partido, que se perdió por 2-1 con Polonia y los dejó fuera en primera ronda. El futbolista asistió, con un pase bombeado en el minuto 86, a Fabio Capello. Después de eso, se reemplazó a Valcareggi por Fulvio Bernardini, que decidió prescindir de jugadores mayores y darle oportunidades a los jóvenes. A pesar de que no clasificaron a la Eurocopa 1976, se formó un equipo que más tarde, con Enzo Bearzot de entrenador, consiguió éxitos. El 31 de mayo de 1976, en un partido contra Brasil en el Torneo Bicentenario de los Estados Unidos que se perdió por 4-1, se lo expulsó por reiteradas infracciones. El 15 de octubre de 1977, en la clasificación mundialista, participó en dos de seis goles que Italia le hizo a Finlandia, ambos anotados por su compañero de equipo, Roberto Bettega. Fue titular aun cuando arrastraba dolores en la ingle y Claudio Sala, que era de su misma posición, se encontraba apto para jugar. En ese entonces, Sala era futbolista del Torino, máximo rival de la Juventus, por lo que en el Estadio Olímpico de Turín hubo un «ambiente de derbi». Sobre esto, Causio comentó: «Ciertamente, es lamentable que no podamos jugador juntos y, en mi opinión, más lamentable fue el comportamiento de algunos aficionados en el estadio. [...] Habría preferido ver a la gente de la Juventus y del Torino unidos, apoyando a la selección. Evidentemente, son unos inmaduros».
El 3 de diciembre de ese año, marcó un gol e hizo una asistencia a Bettega frente a Luxemburgo, en una victoria que le dio la clasificación a los italianos a la Copa Mundial de Fútbol de 1978. A pesar de que las expectativas con respecto a Causio no eran las mayores —recibió críticas por su desempeño en un amistoso previo contra Yugoslavia—, tuvo un torneo «espléndido» y fue uno de los mejores extremos por derecha del mismo. En el partido ante los anfitriones, por ejemplo, su actuación recibió una calificación de 9/10 por el periódico argentino Clarín. Italia quedó eliminada en el encuentro contra Países Bajos, donde Bearzot lo sacó cuando iban ganando por 1-0, para que estuviera fresco en una hipotética final. En el encuentro por el tercer puesto, Causio marcó un gol de cabeza a los treinta y siete minutos, tras un pase de Paolo Rossi, aunque su equipo perdió por 2-1. El periodista Bruno Perucca lamentó que Bearzot no aprovechara esta oportunidad para hacer que Causio y Sala tuvieran más minutos jugando juntos. El 26 de mayo de 1979, en un amistoso ante Argentina que terminó 2-2, anotó el primer gol del partido, luego de un lateral de Antonio Cabrini, un «magistral regate sobre el aire» y un fuerte remate. En otro amistoso, el 16 de febrero de 1980, fue uno de los artífices de la victoria por 2-1 sobre Rumanía, al asistir a Fulvio Collovati en un tiro de esquina y al marcar él mismo, a pase de Bettega. El 19 de abril, le anotó a Polonia en el primer minuto, tras un disparo de Bettega y un corto rechace del guardameta Piotr Mowlik. Ese amistoso terminó con marcador empatado a dos.

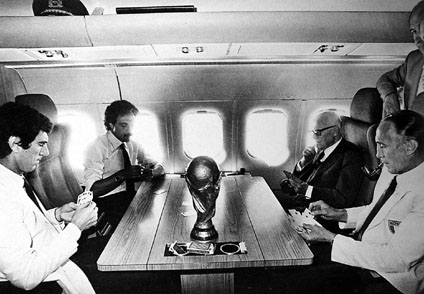
Causio —arriba, a la izquierda— jugando una partida de scopone con el presidente Sandro Pertini, Dino Zoff y Enzo Bearzot en el vuelo de Madrid a Roma, tras ganar la Copa Mundial de Fútbol de 1982

En la previa de la Eurocopa 1980, algunos de los jugadores de la selección, entre ellos Causio, fueron el foco de las críticas de la prensa, porque se encontraban en mal estado físico. A esto se sumó que el futbolista pasaba «un momento crítico, no solo desde el punto de vista técnico, sino también psicológico». En efecto, no cumplió las expectativas en ese torneo, cosa que tampoco logró el equipo que, en medio de un escándalo deportivo, perdió en tanda de penales con Checoslovaquia en el encuentro por el tercer puesto. El 11 de octubre, en un partido ante Luxemburgo por clasificación mundialista con el que llegó a 57 presencias en la selección, Causio y Romain Schreiner fueron expulsados por intercambiar golpes. El árbitro no vio la acción, pero sacó las tarjetas después de ser alertado por el juez de línea. El jugador italiano fue muy criticado, en especial luego de negar el suceso y llamar mentiroso al árbitro asistente, y se lo sancionó por tres partidos. No volvió a la selección, y no se comentó sobre un posible regreso sino hasta finales de 1981, debido a sus buenas actuaciones en el Udinese. Italia fue capaz de superar el mal momento —Bearzot llegó a ofrecer su renuncia, aunque no se la aceptaron— y clasificó a la Copa Mundial de Fútbol de 1982, con Causio perdiendo la titularidad frente a Bruno Conti.
Su siguiente participación en un encuentro para la selección se produjo dieciocho meses más tarde, el 28 de mayo de 1982, por un esguince en el tobillo izquierdo de Conti, y tuvo un buen rendimiento ante Suiza. En la Copa del Mundo, tras un debut contra Polonia sin goles, Causio ingresó desde el banco de suplentes en lugar de Paolo Rossi en el encuentro frente a Perú, que acabó empatado a uno. Su siguiente participación en esa competición ocurrió en la final, donde vencieron por 3-1 a Alemania Federal y él entró en el minuto 89, como relevo de Gabriele Oriali. Después de consagrarse campeona mundial, el 27 de octubre la selección disputó un amistoso contra Suiza, que perdió por 1-0 y que Causio jugó seis minutos, al sustituir a Giampiero Marini. Siguió siendo suplente habitual en los primeros partidos por la clasificación para la Eurocopa; ante Rumanía, el 4 de diciembre, a Italia le faltó dinamismo y jugó mal, lo que llevó a Bruno Perucca a escribir lo siguiente: «Para que la selección genere confianza, hay que rejuvenecer el banco de suplentes. A Causio, por ejemplo, se le da una medalla, un gran agradecimiento y un apretón de manos». Por esa misma competición disputó su último encuentro como internacional, el 15 de febrero de 1983 en un empate con Chipre, donde contó con cuarenta y cinco minutos.
Participaciones en Copas del Mundo
| Mundial                        | Sede                | Resultado     |
| ------------------------------ | ------------------- | ------------- |
| Copa Mundial de Fútbol de 1974 | Alemania Occidental | Primera fase  |
| Copa Mundial de Fútbol de 1978 | Argentina           | Cuarto puesto |
| Copa Mundial de Fútbol de 1982 | España              | Campeón       |

Participaciones en Eurocopas
| Eurocopa      | Sede   | Resultado     |
| ------------- | ------ | ------------- |
| Eurocopa 1980 | Italia | Cuarto puesto |

## Estilo de juego

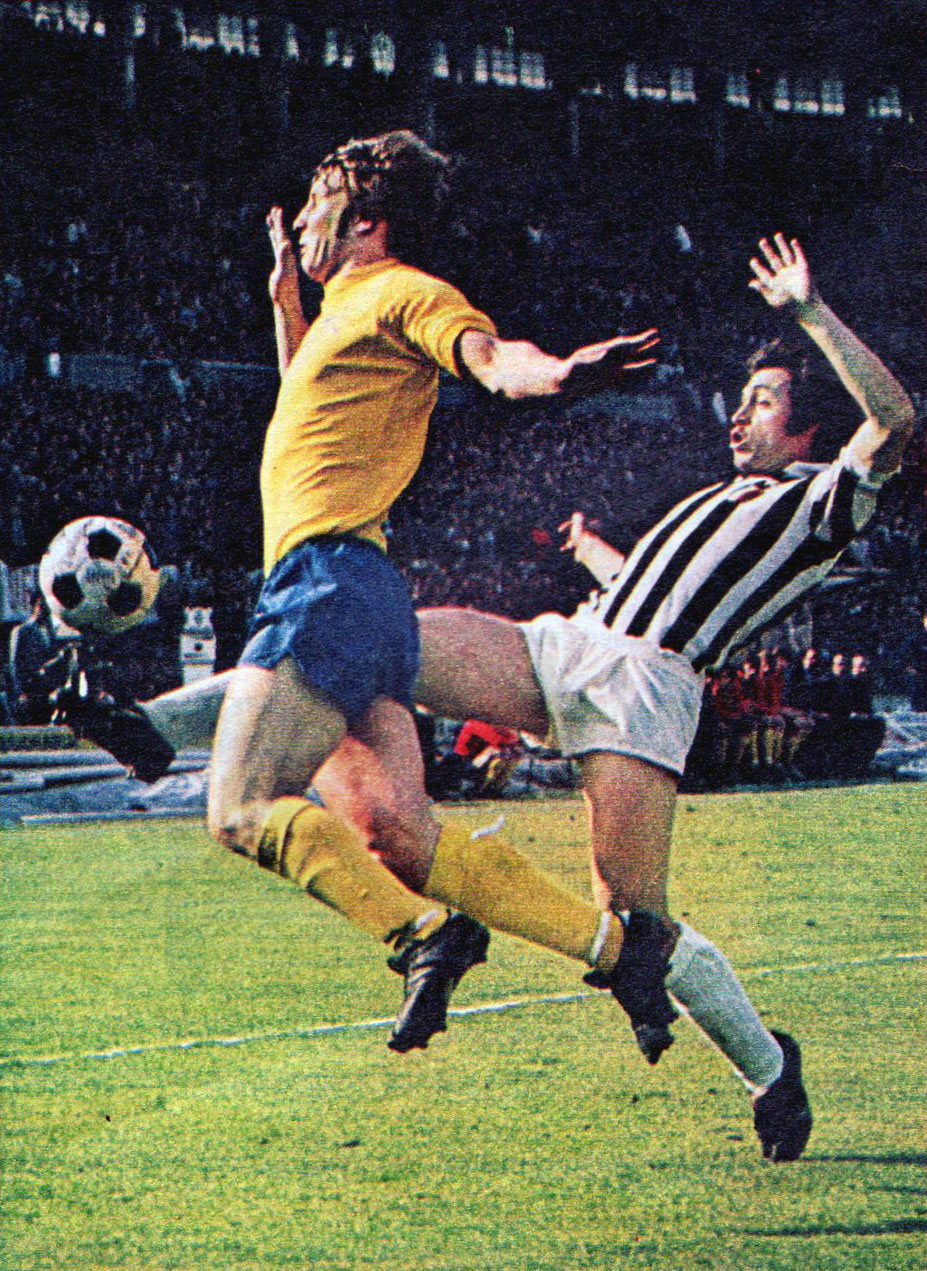
Causio y Colin Todd en un encuentro entre la Juventus y el Derby County por Copa de Campeones, el 11 de abril de 1973

Causio jugó de extremo derecho durante toda su carrera, salvo en ocasiones donde en la Juventus se lo posicionó como centrocampista, lo que generalmente no era bueno para su juego, porque le faltaban «cualidades instintivas» para ese puesto, como el marcaje. En el centro del campo, además, perdía una de sus mayores virtudes, la libertad en el terreno, que le permitía crear situaciones de gol. Esto solamente sucedió en la Juventus, en particular en el ciclo de Giovanni Trapattoni, pues en la selección siguió ocupando el puesto de extremo. Era capaz de generar peligro a sus rivales aún en partidos discretos, dada su capacidad para «enviar el balón decisivo» al área. No obstante, Causio considera que era un «director» y no un extremo como tal, similar a Bruno Conti, Angelo Domenghini o Bruno Mora, jugadores de banda que no se preocupaban en ocupar un espacio, sino en utilizar el regate a su favor. En sus primeros años como profesional, era un futbolista físicamente fuerte, resistente y uno de los pocos «velocistas» del campeonato, mientras que a sus casi cuarenta años dependía de su entendimiento del juego. Durante sus años en la Juventus, se lo comparó con Omar Sívori, ya que su estilo de juego se parecía al de los argentinos, algo que lo convirtió en un futbolista muy diferente a sus pares europeos. Para aprovechar esta creatividad, se le daba libertad en el campo y no se le pedía una tarea en particular. El periodista Ferruccio Cavallero hizo mención a la profesionalidad de Causio cuando lo llamó «un deportista serio, incluso fuera de la cancha, [y] un jugador que se mantiene lejos de cualquier cosa que pueda perjudicar su trabajo».
Por otra parte, en opinión de varios entrenadores de la época, era un futbolista muy ingenioso y, a la vez, muy errático. Además, por su estilo de juego, desperdiciaba más energía de lo normal. Su tendencia a hacer tantas jugadas individuales, algo que se considera arriesgado, conllevaba errores. Causio no tenía la obligación de marcar cuando el lateral de su banda atacaba, ya que sus compañeros lo cubrían —en la temporada 1976-77, por ejemplo, ese trabajo lo realizaban Romeo Benetti y Marco Tardelli— y él aprovechaba la energía para atacar. Tampoco hacía ejercicios físicos en los entrenamientos; en estos, se dedicaba a perfeccionar su técnica. Causio tiene un carácter fuerte y era propenso a generar episodios polémicos, lo que en principio se le perdonaba debido a su alto rendimiento, pero en sus últimos años, su mal genio se hizo más notorio y comenzó a recibir multas. En la Juventus, el futbolista coincidió con el centrocampista Giuseppe Furino, con quien se entendía, ya que «piensan igual. Juntos, conducen al equipo». Contrario a esto, sus características eran muy similares a las de su compañero de selección Claudio Sala y en pocas oportunidades pudieron jugar juntos, porque Enzo Bearzot creía que «solo es casos especiales, cuando haya que conservar el balón, van a jugar Causio y Sala, pero uno en la derecha y otro en la izquierda».

## Carrera posterior
Volvió del retiro para disputar la Copa Mundial de Fútbol Playa 1995 con la selección de fútbol playa de Italia.
Desde su retiro como futbolista, Causio nunca manifestó interés en convertirse en entrenador. No obstante, en 2002 comenzó a estudiar para sacar el título en el Centro Tecnico Federale di Coverciano, en un curso en el que también participaron los exfutbolistas Pietro Paolo Virdis, Pierino Fanna y Giuseppe Iachini. Entre los trabajos que realizó, se encuentran el de ojeador en la Juventus y el de vicepresidente del Triestina, cargo que ocupó desde junio de 1989. Asimismo, fue director deportivo del Udinese que aspiró a ganar la Serie A 1997-98. Ese puesto se lo había ofrecido Franco Dal Cin en 1981, pero cuando Lamberto Mazza asumió como presidente, no se volvió a hablar del tema. Luego de cuatro años, Causio se marchó del Udinese en julio de 1999, por diferencias con la gerencia. Anteriormente, en 1992, había sido considerado para ser director deportivo de la Juventus, en reemplazo de Nello Governato. En agosto de 1999, realizó su debut como comentarista al participar en el programa Goleada, del canal Telemontecarlo. Causio maneja una escuela de fútbol en Údine, vinculada a la Juventus.

## Estadísticas

### Clubes
| Lecce · Italia | 3.ª   | 1964-65 | 3   | 0  | —   | —  | —  | —  | 3   | 0   |
| Lecce · Italia | Total | Total   | 3   | 0  | 0   | 0  | 0  | 0  | 3   | 0   |
| Sambenedettese · Italia | 3.ª   | 1965-66 | 13  | 0  | —   | —  | —  | —  | 13  | 0   |
| Sambenedettese · Italia | Total | Total   | 13  | 0  | 0   | 0  | 0  | 0  | 13  | 0   |
| Juventus · Italia | 1.ª   | 1966-67 | —   | —  | —   | —  | —  | —  | 0   | 0   |
| Juventus · Italia | 1.ª   | 1967-68 | 1   | 0  | —   | —  | —  | —  | 1   | 0   |
| Juventus · Italia | Total | Total   | 1   | 0  | 0   | 0  | 0  | 0  | 1   | 0   |
| Reggina · Italia | 2.ª   | 1968-69 | 30  | 5  | 2   | 0  | —  | —  | 32  | 5   |
| Reggina · Italia | Total | Total   | 30  | 5  | 2   | 0  | 0  | 0  | 32  | 5   |
| Palermo · Italia | 1.ª   | 1969-70 | 22  | 3  | 3   | 0  | —  | —  | 25  | 3   |
| Palermo · Italia | Total | Total   | 22  | 3  | 3   | 0  | 0  | 0  | 25  | 3   |
| Juventus · Italia | 1.ª   | 1970-71 | 20  | 6  | 1   | 0  | 12 | 1  | 33  | 7   |
| Juventus · Italia | 1.ª   | 1971-72 | 30  | 6  | 9   | 2  | 6  | 2  | 45  | 10  |
| Juventus · Italia | 1.ª   | 1972-73 | 28  | 8  | 10  | 4  | 9  | 1  | 47  | 13  |
| Juventus · Italia | 1.ª   | 1973-74 | 28  | 2  | 8   | 1  | 3  | 0  | 39  | 3   |
| Juventus · Italia | 1.ª   | 1974-75 | 28  | 7  | 8   | 0  | 9  | 0  | 45  | 7   |
| Juventus · Italia | 1.ª   | 1975-76 | 28  | 5  | 3   | 1  | 3  | 0  | 34  | 6   |
| Juventus · Italia | 1.ª   | 1976-77 | 29  | 5  | 9   | 1  | 11 | 1  | 49  | 7   |
| Juventus · Italia | 1.ª   | 1977-78 | 30  | 3  | 4   | 0  | 7  | 2  | 41  | 5   |
| Juventus · Italia | 1.ª   | 1978-79 | 30  | 1  | 9   | 3  | 2  | 0  | 41  | 4   |
| Juventus · Italia | 1.ª   | 1979-80 | 26  | 4  | 4   | 0  | 7  | 3  | 37  | 7   |
| Juventus · Italia | 1.ª   | 1980-81 | 25  | 2  | 6   | 1  | 3  | 0  | 34  | 3   |
| Juventus · Italia | Total | Total   | 302 | 49 | 71  | 13 | 72 | 10 | 445 | 72  |
| Udinese · Italia | 1.ª   | 1981-82 | 26  | 5  | 4   | 1  | —  | —  | 30  | 6   |
| Udinese · Italia | 1.ª   | 1982-83 | 27  | 3  | 5   | 2  | —  | —  | 32  | 5   |
| Udinese · Italia | 1.ª   | 1983-84 | 30  | 3  | 9   | 2  | —  | —  | 39  | 5   |
| Udinese · Italia | Total | Total   | 83  | 11 | 18  | 5  | 0  | 0  | 101 | 16  |
| Internazionale · Italia | 1.ª   | 1984-85 | 24  | 0  | 10  | 1  | 8  | 2  | 42  | 3   |
| Internazionale · Italia | Total | Total   | 24  | 0  | 10  | 1  | 8  | 2  | 42  | 3   |
| Lecce · Italia | 1.ª   | 1985-86 | 26  | 3  | 5   | 0  | —  | —  | 31  | 3   |
| Lecce · Italia | Total | Total   | 26  | 3  | 5   | 0  | 0  | 0  | 31  | 3   |
| Triestina · Italia | 2.ª   | 1986-87 | 29  | 5  | —   | —  | —  | —  | 29  | 5   |
| Triestina · Italia | 2.ª   | 1987-88 | 36  | 0  | 5   | 0  | —  | —  | 41  | 0   |
| Triestina · Italia | Total | Total   | 65  | 5  | 5   | 0  | 0  | 0  | 70  | 5   |
| Total | Total | Total   | 569 | 74 | 114 | 19 | 80 | 12 | 763 | 105 |
| (1)Incluye datos de Copa Italia y Memorial Armando Picchi. (2)Incluye datos de Copa de la UEFA, Recopa de Europa, Copa de Europa, Copa de Ferias y Copa Intercontinental. |       |         |     |    |     |    |    |    |     |     |

### Selección
| Italia |       |    |   |    |   |    |    |    |   |
| 1972 | 3     | 1  | 1 | 0  | 0 | 0  | 4  | 1  |   |
| 1973 | 2     | 0  | — | —  | 3 | 0  | 5  | 0  |   |
| 1974 | 2     | 0  | 1 | 0  | 2 | 0  | 5  | 0  |   |
| 1975 | 1     | 0  | 2 | 0  | — | —  | 3  | 0  |   |
| 1976 | 7     | 0  | — | —  | 2 | 0  | 9  | 0  |   |
| 1977 | 2     | 0  | — | —  | 4 | 1  | 6  | 1  |   |
| 1978 | 5     | 0  | — | —  | 7 | 1  | 12 | 1  |   |
| 1979 | 4     | 1  | — | —  | — | —  | 4  | 1  |   |
| 1980 | 4     | 2  | 4 | 0  | 1 | 0  | 9  | 2  |   |
| 1981 | —     | —  | — | —  | — | —  | 0  | 0  |   |
| 1982 | 2     | 0  | 1 | 0  | 2 | 0  | 5  | 0  |   |
| 1983 | —     | —  | 1 | 0  | — | —  | 1  | 0  |   |
| Total | Total | 32 | 4 | 10 | 0 | 21 | 2  | 63 | 6 |
| (1) Incluye los partidos de clasificación para la Eurocopa y Eurocopa. (2) Incluye los partidos de la Copa Mundial de Fútbol y clasificación. |       |    |   |    |   |    |    |    |   |

### Resumen
| Competición                   | Partidos | Goles | Promedio |
| ----------------------------- | -------- | ----- | -------- |
| Liga                          | 569      | 74    | 0,13     |
| Copas nacionales              | 114      | 19    | 0,16     |
| Competiciones internacionales | 80       | 12    | 0,15     |
| Selección italiana            | 63       | 6     | 0,09     |
| Total                         | 826      | 111   | 0,13     |

## Palmarés

### Campeonatos nacionales
| Título      | Club           | País   | Año     |
| ----------- | -------------- | ------ | ------- |
| Serie A     | Juventus F. C. | Italia | 1971-72 |
| Serie A     | Juventus F. C. | Italia | 1972-73 |
| Serie A     | Juventus F. C. | Italia | 1974-75 |
| Serie A     | Juventus F. C. | Italia | 1976-77 |
| Serie A     | Juventus F. C. | Italia | 1977-78 |
| Copa Italia | Juventus F. C. | Italia | 1978-79 |
| Serie A     | Juventus F. C. | Italia | 1980-81 |

### Campeonatos internacionales
| Título                 | Equipo              | País   | Año     |
| ---------------------- | ------------------- | ------ | ------- |
| Copa de la UEFA        | Juventus F. C.      | Bilbao | 1976-77 |
| Copa Mundial de Fútbol | Selección de Italia | España | 1982    |

### Distinciones individuales
| Distinción    | Año     |
| ------------- | ------- |
| Guerin d'Oro. | 1981-82 |

## Condecoraciones
| Condecoración                      | Año  |
| ---------------------------------- | ---- |
| Collar de Oro al mérito deportivo. | 2017 |

## Vida privada
Franco Causio nació en Lecce el 1 de febrero de 1949. Es hijo de Oronzo, que trabajaba transportando tanques de gas con su Piaggio Ape por toda Italia. Su padre falleció en 1988, mientras que su madre, Anna, murió en 2015. Tiene ascendencia griega por parte paterna y uno de sus antepasados era un pescador que se estableció en Salento (Salerno). El apellido originalmente era «Kaus», pero más tarde pasó a ser «Causo» y, finalmente, «Causio». Tiene un hermano y una hermana. En su juventud, abandonó los estudios, «porque nunca estuvo hecho para el colegio. Quería establecerme y envidiaba a los que tenían dinero, aunque en casa nunca faltó nada». En 1990, se recibió de contador en un instituto de Frattamaggiore (Nápoles), aunque seis años después se investigó la legitimidad de ese título.
El 25 de enero de 1972, se casó con Virginia Ottino, con quien tuvo una hija, Barbara, ese mismo año y un hijo, Francesco. A mediados de la década de 1980, tuvo otro hijo, Gianfranco, que es futbolista y juega de delantero centro. Su segunda esposa se llama Andreia Brito Dos Anjos y es brasileña. Desde 1981, vive en Údine. Incluso antes de retirarse como futbolista, Causio tenía diversos negocios, como una tienda de artículos deportivos, una de ropa masculina o una compañía de seguros llamada Acc. En 2015 lanzó su autobiografía: Vincere è l'unica cosa che conta —en español: Ganar es lo único que importa—, escrita junto con Italo Cucci. Dos años después, recibió el Collar de Oro al mérito deportivo.